# Mšecké Žehrovice
Mšecké Žehrovice település Csehországban, Rakovníki járásban. Mšecké Žehrovice Třtice, Hradečno, Stochov, Drnek, Nové Strašecí, Řevničov és Mšec településekkel határos. Lakosainak száma 654 fő (2024. január 1.).

## Népesség
A település lakosságának változását az alábbi diagram mutatja:
| Lakosok száma | 728  | 731  | 875  | 749  | 570  | 470  | 606  | 644  | 643  | 654  |
|               | 1869 | 1890 | 1921 | 1950 | 1980 | 2001 | 2017 | 2019 | 2022 | 2024 |